# Эпаминондас, Амаури
Амаури Эпаминондас Жункейра (порт.-браз. Amaury Epaminondas Junqueira; 25 декабря 1935, Барретус — 31 марта 2016, Толука-де-Лердо), также известный как Амаури Марреко (порт.-браз. Amaury Marreco) — бразильский футболист, нападающий. 

## Карьера
Амаури начал играть в футбол в клубе «Форталеза» из родного города Барретус. С 1954 года футболист стал играть за основной состав команды. В 1956 году Амаури стал игроком «Таубате». Оттуда он в 1957 году перешёл в «Васко да Гаму», но там не смог себя проявить. А через год футболист стал игроком «Сан-Паулу». В первый же год в новой команде он выиграл чемпионат штата Сан-Паулу. При этом форвард забил первый гол в матче с «Коринтиансом» (3:1), который и принёс его клубу этот титул. В 1958 году Амаури стал лучшим бомбардиром клуба, забив 44 гола в 60 встречах. В следующем сезоне он получил тяжёлую травму мениска, из-за чего не играл несколько месяцев. В следующем году форвард был арендован «Таубате», но по окончании сезона вернулся в «Сан-Паулу». Там он играл до 1961 года. Всего за «Сан-Паулу» Амаури выступал пять лет, проведя 112 матчей и забив 68 голов.
В 1962 году Амаури уехал в Мексику в клуб «Оро». В первый сезон в команде футболист стал чемпионом Мексики и лучший бомбардир чемпионата. В 1965 году он во второй раз стал самым результативным игроком первенства. В 1966 году бразилец перешёл в клуб «Толука». В команде он составил дуэт нападения вместе с Висенте Передой и в первый же сезон выиграл чемпионат страны. А через год повторил это достижение. Более того, в сезоне 1966/1967 Амаури стал лучшим бомбардиром чемпионата, первым в истории «Толуки». В 1968 году он выиграл с командой Кубок чемпионов КОНКАКАФ. 
Последним клубом в карьере нападающего стал клуб «Лагуна», куда он перешёл месте с партнёром по «Толуке» Клаудио Лостаунау. В некоторых источниках упоминается, что футболист играл за «Атлас», однако они путают его с другим бразильским игроком, выступавшим с тем же именем. Завершив карьеру, Амаури возвратился в Бразилию, став тренером клуба «Барретус». Позже он вновь уехал в Мексику, поселившись в городе Толука-де-Лердо. Там он и скончался в 2016 году из-за острой почечной недостаточности.

## Достижения

### Командные
- Чемпион штата Сан-Паулу: 1957
- Чемпион Мексики: 1962/1963, 1966/1967, 1967/1968
- Обладатель Кубка чемпионов КОНКАКАФ: 1968

### Личные
- Лучший бомбардир чемпионата Мексики: 1962/1963 (19 голов), 1964/1965 (21 гол), 1966/1967 (21 гол)